# Universidade de Akureyri

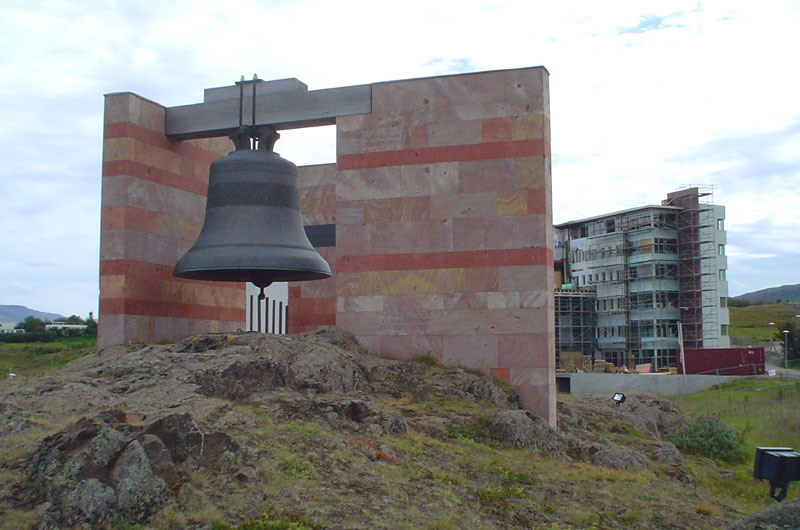
Monumento da Universidade de Akureyri

A Universidade de Akureyri (em islandês:  Háskólinn á Akureyri  PRONÚNCIA) é uma instituição de ensino superior pública localizada em Akureyri, no norte da Islândia. Foi fundada em 5 de setembro de 1987.

Tem 2 853 estudantes e 268 empregados (2024). 

Oferece programas nas seguintes áreas: ciências sociais, estudos dos meios de comunicação, enfermagem, terapia ocupacional, formação de professores (pré-escolar e ensino primário), biotecnologia, direito, ciências policiais, estudos modernos, psicologia, estudos da pesca, informática e administração de empresas.

## Escolas e faculdades
A Universidade de Akureyri é constituída por duas escolas, compreendendo nove faculdades.

- Escola de Saúde, Negócios e Ciências Naturais
  - Faculdade de Administração de Empresas
  - Faculdade de Estudos Graduados em Ciências da Saúde
  - Faculdade de Ciências dos Recursos Naturais
  - Faculdade de Enfermagem
  - Faculdade de Terapia Ocupacional
- Escola de Humanidades e Ciências Sociais
  - Faculdade de Educação
  - Faculdade de Direito
  - Faculdade de Psicologia